# 北炭平和炭鉱

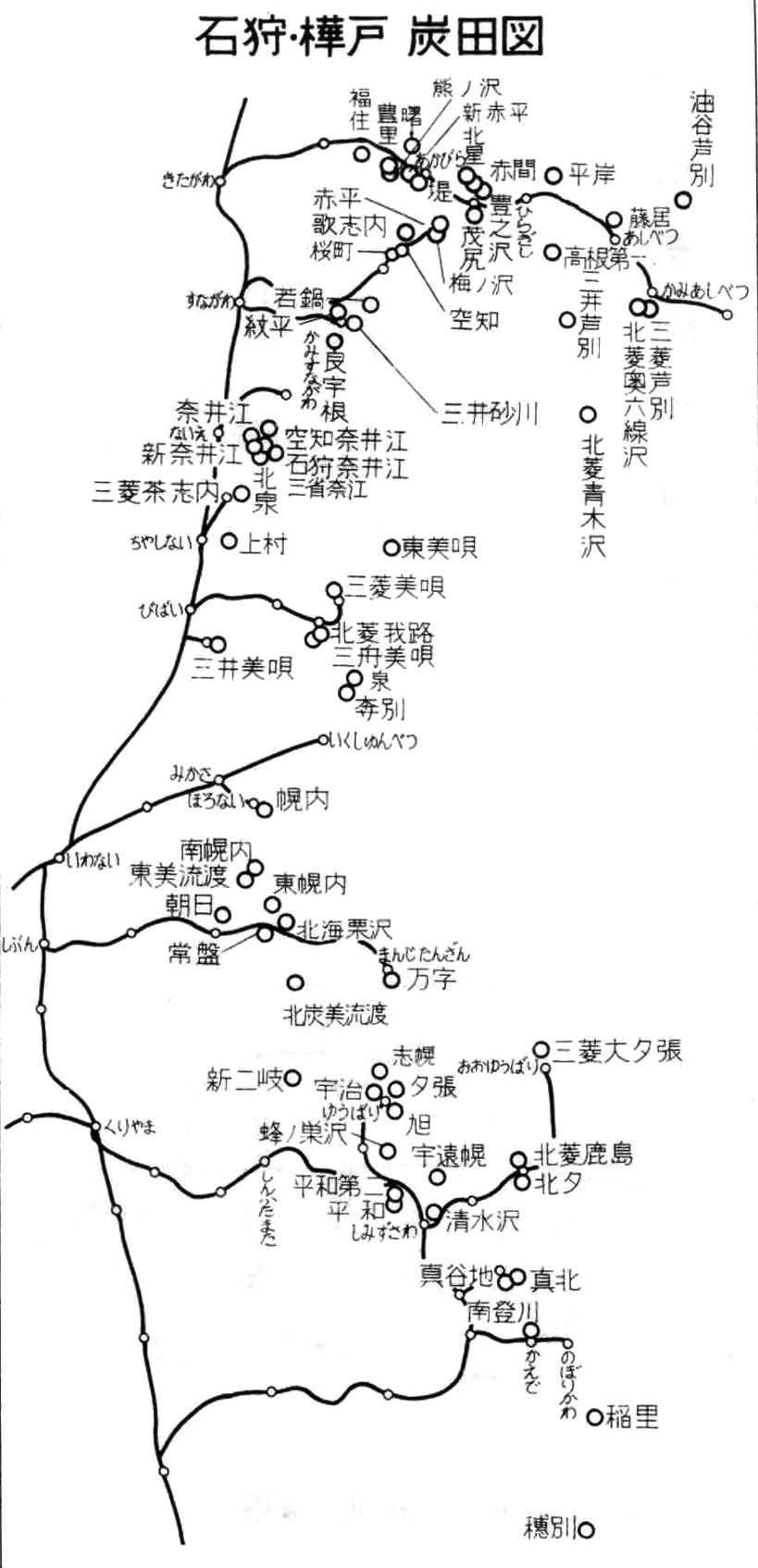
1964年の炭鉱地図

北炭平和炭鉱（ほくたんへいわたんこう）は北海道夕張市北西部、夕張川支流の志幌加別川中流域に展開された北海道炭礦汽船（北炭）経営の炭鉱。一時は平和鉱業所として真谷地砿、登川砿、角田砿、穂別砿の各砿を所管した。
1920年に石狩石炭から鉱区を引継ぎ、若菜辺砿として操業を続けたが、1930年に休止、その後の石炭増産に対応し、1937年に再開発に着手した。優良な鉄鋼コークス用原料炭を産出し、最盛期の1960年代には隣接する夕張鉱業所とともに夕張炭田の中核的な炭鉱として操業を続けたが、採炭条件の悪化などから夕張市清水沢・沼ノ沢の東部地区に開発された夕張新炭鉱に生産を移行し1975年に閉山した。

## 経緯
- 1897年（明治30年）- 石狩石炭株式会社が新夕張炭鉱開発に着手。
- 1920年（大正9年）- 石狩石炭株式会社を併合。若菜辺砿を設置。
- 1926年（昭和元年）- 夕張鉄道株式会社が新夕張駅・後の夕張本町駅 - 栗山駅（室蘭本線）間に鉄道を開通。
- 1930年（昭和5年）- 若菜辺砿休止。
- 1931年（昭和6年）- 夕張鉄道株式会社が栗山駅 - 野幌駅（函館本線）間を開通。
- 1937年（昭和12年）- 平和炭鉱開坑。
- 1938年（昭和13年）- 平和駅開業。北炭平和砿専用鉄道運輸開始。
- 1939年（昭和14年）- 平和炭鉱出炭開始。
- 1941年（昭和16年）- 平和鉱業所設置。真谷地砿、登川砿、角田砿を所管。
- 1948年（昭和23年）- 穂別砿開砿（1953年以降は、北炭出資の別会社）[1]。
- 1968年（昭和43年）- 坑内火災が発生。死者31人。
- 1969年（昭和44年）- 鉱業所制廃止。
- 1975年（昭和50年）- 北炭平和炭鉱閉山。